# Foudre (Einheit)
Das Foudre war ein Volumenmaß in Belgien und Luxemburg in der Bedeutung als Fuder oder großes Fass. Es wurde auch als Wein-Foudre bezeichnet.
- 1 Foudre = 6 Aimes = 780,134 Liter ≈ 7,8 Hektoliter
- 1 Wein-Foudre = 6 Ohm zu 48 Geltes zu 2 Pots zu 2 Pinten zu 2 Uperken[1]